# Novo Millennio ineunte
Novo Millennio ineunte (dt.: Zu Beginn des neuen Jahrtausends) ist ein Apostolisches Schreiben von Papst Johannes Paul II., welches er zum Abschluss des Jubeljahres 2000 veröffentlichte. Am 6. Januar 2001 hatte Papst Johannes Paul II. das Jahr des Großen Jubiläums 2000 feierlich abgeschlossen und beim Abschlussgottesdienst dieses Apostolische Schreiben promulgiert. In diesem Dokument möchte er der Kirche „Wegweisung“ geben für das eben begonnene dritte Jahrtausend nach Christus.

## Gliederung
Das päpstliche Schreiben besteht aus vier Teilen:
I Die Begegnung mit Christus, das Erbe des großen Jubiläums
II Das Antlitz, das es zu betrachten gilt
III Neu anfangen bei Christus
IV Eine Zukunft der Liebe

## Leitwort: Rückschau und Zukunft
Sein, für dieses Schreiben gewähltes, Leitwort ist die Aufforderung Jesu Christi an Simon Petrus: „Duc in altum – Fahr hinaus auf die hohe See und werfe die Netze aus!“ (Lk 5,4 ) „Dieses Wort“, so der Papst, „erklingt heute für uns und lädt uns ein, dankbar der Vergangenheit zu gedenken, leidenschaftlich die Gegenwart zu leben und uns vertrauensvoll der Zukunft zu öffnen.“ (Vergl. Novo Millennio ineunte (NMI), 1.)
Der Heilige Vater schreibt: „Gestatten wir dem Wort Christi, dass es uns mit seiner ganzen Kraft durchdringt: Duc in altum! Es war Petrus, der bei jenem Fischfang das Wort des Glaubens sprach: ‚Doch wenn du es sagst, werde ich die Netze auswerfen.‘ Gestattet dem Nachfolger Petri, an diesem Beginn des Jahrtausends die ganze Kirche zu diesem Glaubensakt einzuladen“ (NMI, 38).
Johannes Paul II. sieht das Ereignis des Heiligen Jahres 2000 nicht als Vergangenheit, sondern als Prophezeiung der Zukunft: „Was wir in diesem Jahr getan haben, darf nicht als Rechtfertigung für ein Gefühl der Selbstzufriedenheit dienen. Noch weniger darf es uns dazu verleiten, die Hände in den Schoß zu legen ... Wenn es um das Reich Gottes geht, ist keine Zeit dafür, zurückzublicken und noch weniger sich in Faulheit zu betten. Vieles wartet auf uns, und deshalb müssen wir anfangen, ein wirksames seelsorgliches Programm für die Zeit nach dem Jubiläum zu erstellen (NMI, 15) ... Gehen wir voll Hoffnung voran! Ein neues Jahrtausend liegt vor der Kirche wie ein weiter Ozean, auf den es hinauszufahren gilt ... Am Beginn dieses neuen Jahrhunderts muss unser Schritt schneller werden (NMI, 58) ... Nach der Begeisterung des Jubiläums kehren wir in keinen grauen Alltag zurück. Im Gegenteil, wenn unser Pilgerweg ernst war, hat er unsere Beine gleichsam gelockert für den Weg, der auf uns wartet (NMI, 59).“

## Exhortatio: Mahnung und Aufruf
Im Blick auf die heutige Menschheit mahnt der Papst in seiner Exhortatio die Verantwortung für die Vermeidung des drohenden ökologischen Zusammenbruchs an, der weite Gebiete des Planeten unwirtlich und unbewohnbar machen würde (NMI 51). Ebenso bleibt die Verantwortung für den Frieden unter den Völkern und in den Völkern akut. Angesichts der Globalisierung gilt: eine friedliche Welt oder keine Welt. Ein wesentlicher Beitrag zum Frieden ist der Abbau der Ungerechtigkeit, die beim technologischen, wirtschaftlichen, kulturellen Wachstum wenige begünstigt und Abermillionen vom Fortschritt ausgrenzt. Ebenso die Achtung der Menschenwürde von der Empfängnis bis zum natürlichen Tod. Wie jede Technik darf auch die Biotechnologie nie die grundlegenden Forderungen der Ethik missachten. Der Plan Gottes bezüglich Ehe und Familie, der in das Wesen des Mannes und der Frau eingeschrieben ist, der heute bis in die Gesetzgebung hinein zerrissen wird, muss erkannt und bekannt werden.

## Verantwortlichkeit: Evangelisierung und Religion
In unserer Weltsituation können sich Christen weniger denn je eine „intimistische (nicht für andere bestimmte) und individualistische (auf sich selbst bezogene) Spiritualität“ (NMI, 52) leisten. Die Liebe verpflichtet sie „zum Dienst an der Kultur, der Politik, der Wirtschaft und der Familie“ (NMI, 51).
Im Blick auf die Christenheit ruft der Papst in seinem Schreiben zum neuen Jahrtausend vor allem drei Verantwortlichkeiten ins Bewusstsein: a.) die Aufgabe einer verstärkten Evangelisierung, da zwei Drittel der Menschheit Jesus Christus noch nicht einmal kennen; b.) dann die Aufgabe des interreligiösen Dialogs, um religiöse Diskriminierung oder gar gewaltsame religiöse Konflikte auszuschließen, um noch mehr den geistlichen Reichtum auch in nichtchristlichen Religionen zu entdecken und c.) um Jesus von Nazaret als den menschgewordenen Gottessohn tiefer zu erfassen und der Welt als ihren wahren Erlöser einladender vorzustellen.

## Herausforderungen: Heiligkeit und Pastoral
Mit Nachdruck betont Novo Millennio ineunte, dass die einzelnen Christen und die Kirche insgesamt nur dann den Herausforderungen des neuen Jahrtausends gewachsen sein werden, wenn sie vor allen anderen Dingen und mit höchstem Einsatz nach „Heiligkeit“ streben. Sie muss der bleibende Schwerpunkt jedes Pastoralplanes und der Maßstab des gewöhnlichen christlichen Lebens sein, das natürlich auch seine je persönliche Note hat. Da „die Taufe durch die Einverleibung in Christus und durch die Einwohnung des heiligen Geistes in die Heiligkeit Gottes eintreten lässt“, wäre es widersinnig, so der Papst, „sich mit einem mittelmäßigen Leben zufrieden zu geben, das im Zeichen einer minimalistischen Ethik einer oberflächlichen Religiosität geführt wird“ (NMI, 31). Als seinen größten Wunsch, für das dritte christliche Jahrtausend, nennt der Papst: „Dass die ganze Kirche beständig auf Jesus schaut, auf Jesus hört und Jesus der Welt anbietet. Er und nicht eine Zauberformel ist das inspirierende Programm und die pastorale Grammatik für alles kirchliche Tun“. (NMI, 16-28).